# Сводный партизанский корпус
Сводный партизанский корпус — казачье соединение ВСЮР, созданное на Дону в 1919 году.

## Состав

### Май 1919 года
- 1-я Донская партизанская отдельная бригада
  - 1-й Семилетовский отряд (есаул П. С. Тацын)
  - 2-й Чернецовский отряд (войсковой старшина А. С. Герасимов)
  - 3-й Дудаковский отряд (войсковой старшина П. Р. Дудаков)
  - Студенческая дружина (сотник М. Т. Гребенников)
  - Отдельная конная сотня (штаб-ротмистр П. П. Уваров)
  - 4-й Донской пеший полк (полковник Г. И. Алексеев)
- 2-я Донская отдельная бригада Добровольческой армии (с 25 мая 2-я Донская добровольческая бригада) (врид полковник Н. Ф. Вакулин)
- 3-я Донская отдельная Добровольческая бригада (генерал-майор И. В. Иванов)

### Осень 1919 года
- 1-я Донская партизанская бригада (полковник П. С. Тацын):
  - Семилетовский батальон
  - Чернецовский батальон
  - Дудаковский батальон
  - Донской партизанский артдивизион:
    - 1-я Семилетовская батарея
    - 2-я Чернецовская батарея
- 2-я Добровольческая бригада (полковник В. Н. Жилинский):
  - 1-й Донской пеший полк (генерал Б. Н. Полозов)
  - 2-й Донской пеший полк
  - 3-й Донской пеший полк
  - Конный дивизион.
- 3-я Добровольческая бригада (полковник И. З. Гаврилов):
  - Богучарский батальон
  - Старобельский батальон (полковник И. И. Звайгзне)
  - Воронежский батальон (штабс-капитан Самуилов)
  - Конный дивизион
  - Богучарский артдивизион:
    - 1-я Богучарская батарея
    - 2-я Богучарские батарея
- 4-я конная бригада (полковник А. В. Овчинников):
  - 19-й Еланский полк
  - 20-й Вёшенский полк
  - 24-й Калиновский полк
  - 4-й артиллерийский дивизион:
    - 14-я батарея
    - 18-я батарея

  - 9-й Донской конный артиллерийский дивизион:
    - 29-я батарея
    - 46-я батарея
    - 47-я батарея

### 7 февраля 1920 года
- 1-й Донской пеший генерала Семилетова полк (капитан П. А. Сергеев)
- 2-й Донской партизанский полковника Чернецова полк
- 3-й Богучарский пеший полк (полковник В. П. Мельников)
- 40-й Донской конный казачий полк
- Партизанский артиллерийский дивизион:
  - 1-я Семилетовская батарея
  - 2-я Чернецовская батарея
- Богучарский артиллерийский дивизион
  - 1-я Богучарская батарея
  - 2-я Богучарская батарея

## История
Создан приказом № 620 от 4(17) апреля 1919 года как Сводно-партизанский корпус 2-й Донской армии.  8 мая 1919 года в состав корпуса включены 2-я и 3-я Донские добровольческие бригады. 23 июня 1919 года корпус переформирован в дивизию и включен в состав 2-го Донского отдельного корпуса. Присоединена 4-я Донская конная бригада (бывшая 5-я Верхне-Донская бригада, переформированная из 5-й повстанческой дивизии). На 18 октября 1919 года дивизия насчитывала 3363 штыков, 3351 сабель, 59 саперов, 146 пулемётов, 27 орудий. 7 февраля 1920 года была переформирована, а  6 апреля 1920 года передана на формирование 2-й Донской дивизии.

## Командование
- Командир: генерал-майор Э. Ф. Семилетов
- Помощник командира и инспектор артиллерии: генерал-майор А. И. Поляков
- Начальник штаба: полковник В. Н. Жилинский